# جون هير
جون هير (بالإنجليزية: Jon Hare)‏ هو موسيقي وملحن بريطاني، ولد في 20 يناير 1966 في إيلفورد ‏ في المملكة المتحدة.

## وصلات خارجية
- جون هير على موقع IMDb (الإنجليزية)
- جون هير على موقع ميوزك برينز (الإنجليزية)
- جون هير على موقع ديسكوغز (الإنجليزية)
- جون هير على موقع قاعدة بيانات الفيلم (الإنجليزية)